# Salinfa
Salinfa (arab. صلنفة) – miasto w Syrii, w muhafazie Latakia. W 2004 roku liczyło 1847 mieszkańców.